# Informatyka przemysłowa
Informatyka przemysłowa (z ang. industrial computing), także informatyka procesowa (z niem. prozessinformatik) – dziedzina wiedzy znajdująca się na pograniczu nauk informatycznych oraz nauk o technologiach przemysłowych. Koncentruje się na zastosowaniu komputerów i oprogramowania w przemyśle. Do jej głównych zainteresowań należą informatyczne aspekty w następujących zastosowaniach:
- komputerowe monitorowanie i sterowanie produkcją;
- komputerowe modelowanie, symulacja i optymalizacja procesów technologicznych;
- eksploracja i analiza danych przemysłowych;
- projektowanie przemysłowych systemów informatycznych, m.in. systemy czasu rzeczywistego, systemy wbudowane;
- zastosowanie sztucznej inteligencji w przemyśle, m.in. systemy ekspertowe;
- projektowanie urządzeń wykorzystywanych w przemyśle, m.in. oprogramowanie sprzętowe.